# Чемеловское водохранилище
Чемеловское (бел. Чамялоўскае) — водохранилище в Ивацевичском районе Брестской области Республики Беларусь. Расположено в 14 км на северо-восток от города Ивацевичи, возле деревни Чемелы (бел. Чамялы) в пойме реки Щара. Рядом с озером проходят автомобильные дороги Р2 и М1.
Сооружено для рыбоводства в 1954 году на пойме реки Щара.
Является наливным, наполняется водой через шлюзы Домановского водохранилища с использованием помповой станции.